# دریاچه یاخی
دریاچه یاخی (به لاتین: Yakhi Lake) یک پهنه آبی در مغولستان است که در استان دارناد واقع شده‌است.